# Lee J. Cobb
Lee J. Cobb, nome artístico de Leo Jacoby (Nova York, 8 de dezembro de 1911 — Los Angeles 11 de fevereiro de 1976) foi um ator norte-americano.

## Biografia
Aos 17 anos ele se mudou para Hollywood e começou a se dedicar ao teatro e ao cinema, tendo sido ator e diretor de teatro amador até ingressar em 1935 no Manhattan's Group Theater. Formou em engenharia aeronáutica e lutou na Força Aérea na Segunda Guerra Mundial.
Em 1949 foi convidado para interpretar o personagem Willy Loman no espetáculo "A Morte do Caixeiro Viajante" de Arthur Miller que se transformou em um grande sucesso e marcou a carreira de Cobb definitivamente.
Acusado de pertencer ao Partido Comunista, viu sua carreira declinar no final da década de 1950, mas com a ajuda de amigos como Frank Sinatra e Paul Newman se recuperou e fez filmes importantes como Exodus, O Homem do Terno Cinza, As Três Faces de Eva e O Exorcista.
Na TV seu personagem mais famoso foi o juiz Garth do seriado O Homem de Virgínia.
Faleceu aos 64 anos de ataque cardíaco. Foi sepultado Mount Sinai Memorial Park Cemetery em Los Angeles no Estados Unidos.

## Filmografia
- The Vanishing Shadow (1934)
- North of the Rio Grande (1937)
- Rustlers' Valley (1937)
- Ali Baba Goes to Town (1937)
- Danger on the Air (1938)
- The Phantom Creeps (1939)
- Golden Boy (1939)
- This Thing Called Love (1940)
- Men of Boys Town (1941)
- Paris Calling (1941)
- Down Rio Grande Way (1942)
- The Moon Is Down (1943)
- Tonight We Raid Calais (1943)
- Buckskin Frontier (1943)
- The Song of Bernadette (1943)
- Winged Victory (1944)
- Anna and the King of Siam (1946)
- Johnny O'Clock (1947)
- Boomerang! (1947)
- Captain from Castile (1947)
- Call Northside 777 (1948)
- The Miracle of the Bells (1948)
- The Luck of the Irish (1948)
- The Dark Past (1948)
- Thieves' Highway (1949)
- The Man Who Cheated Himself (1950)
- Sirocco (1951)
- The Family Secret (1951)
- The Fighter (1952)
- The Tall Texan (1953)
- Yankee Pasha (1954)
- Gorilla at Large (1954)
- On the Waterfront (1954)
- Day of Triumph (1954)
- The Racers (1955)
- The Road to Denver (1955)
- The Left Hand of God (1955)
- The Man in the Gray Flannel Suit (1956)
- Miami Expose (1956)
- 12 Angry Men (1957)
- The Garment Jungle (1957)
- The Three Faces of Eve (1957)
- The Brothers Karamazov (1958)
- Man of the West (1958)
- Party Girl (1958)
- The Trap (1959)
- Green Mansions (1959)
- But Not for Me (1959)
- Exodus (1960)
- The Final Hour (1962)
- Four Horsemen of the Apocalypse (1962)
- The Brazen Bell  (1962)
- How the West Was Won (1962)
- Come Blow Your Horn (1963)
- Our Man Flint (1966)
- In Like Flint (1967)
- The Day of the Owl (1968)
- Coogan's Bluff (1968)
- They Came to Rob Las Vegas (1968)
- Mackenna's Gold (1969)
- The Liberation of L.B. Jones (1970)
- Macho Callahan (1970)
- Lawman (1971)
- The Man Who Loved Cat Dancing (1973)
- Ultimatum (1973)
- Ransom! Police Is Watching (1973)
- The Exorcist (1973)
- The Balloon Vendor (1974)
- Mark of the Cop (1975)
- That Lucky Touch (1975)
- Cross Shot (1976)
- Nick the Sting (1976)